# Piotr Balcerzak
Piotr Balcerzak (Varsovia, Polonia, 25 de junio de 1975) es un atleta polaco retirado especializado en la prueba de 4 × 100 m, en la que ha conseguido ser medallista de bronce europeo en 1998.

## Carrera deportiva
En el Campeonato Europeo de Atletismo de 1998 ganó la medalla de bronce en los relevos 4x100 metros, con un tiempo de 38.98 segundos, llegando a meta tras Reino Unido y Polonia (bronce).